# 上天草市

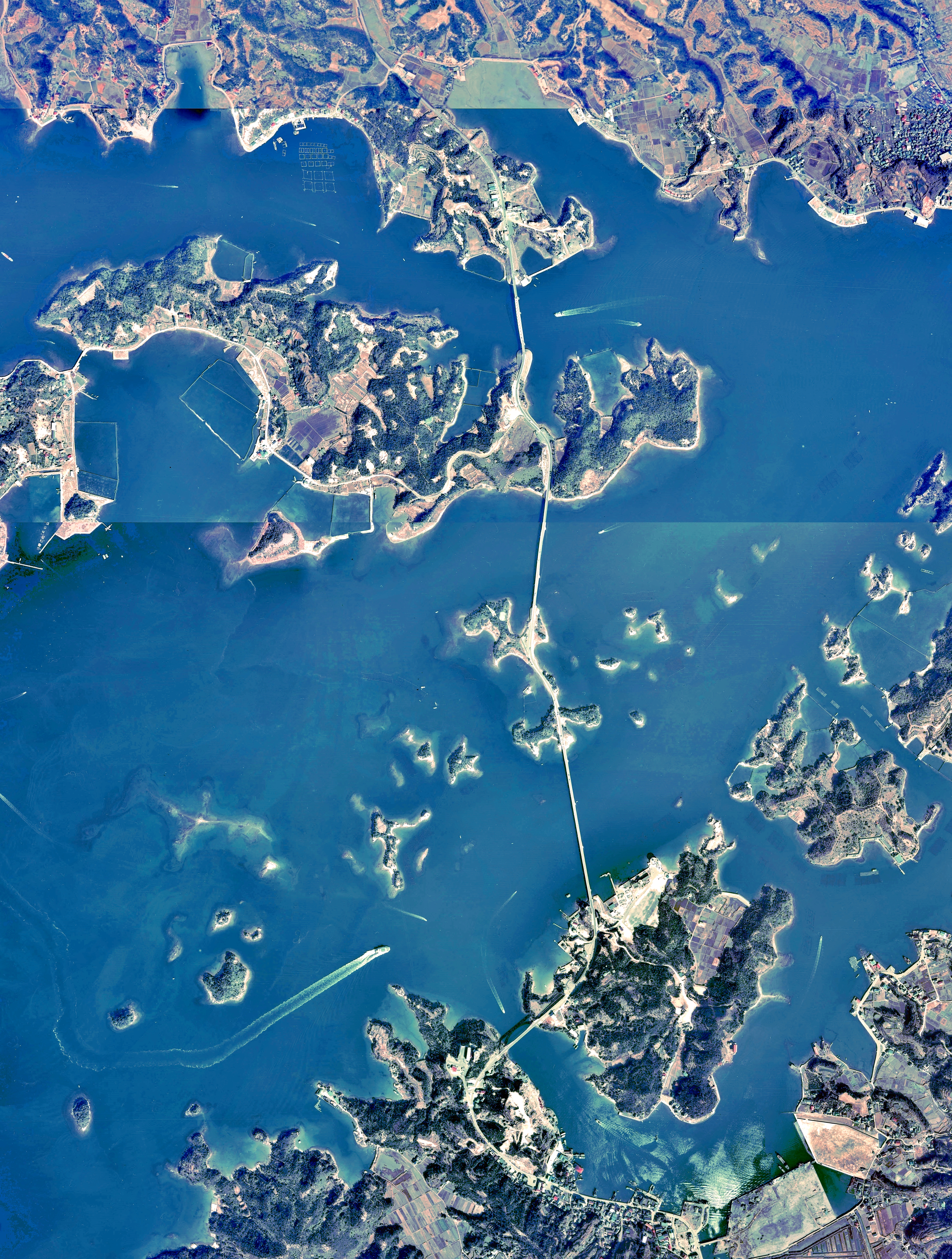
天草松島と呼ばれる、4つの橋が連続する天草二号橋から五号橋付近の空中写真。1974年撮影の6枚を合成作成。
。

上天草市（かみあまくさし）は、熊本県の天草諸島東部に位置する市。

## 地理

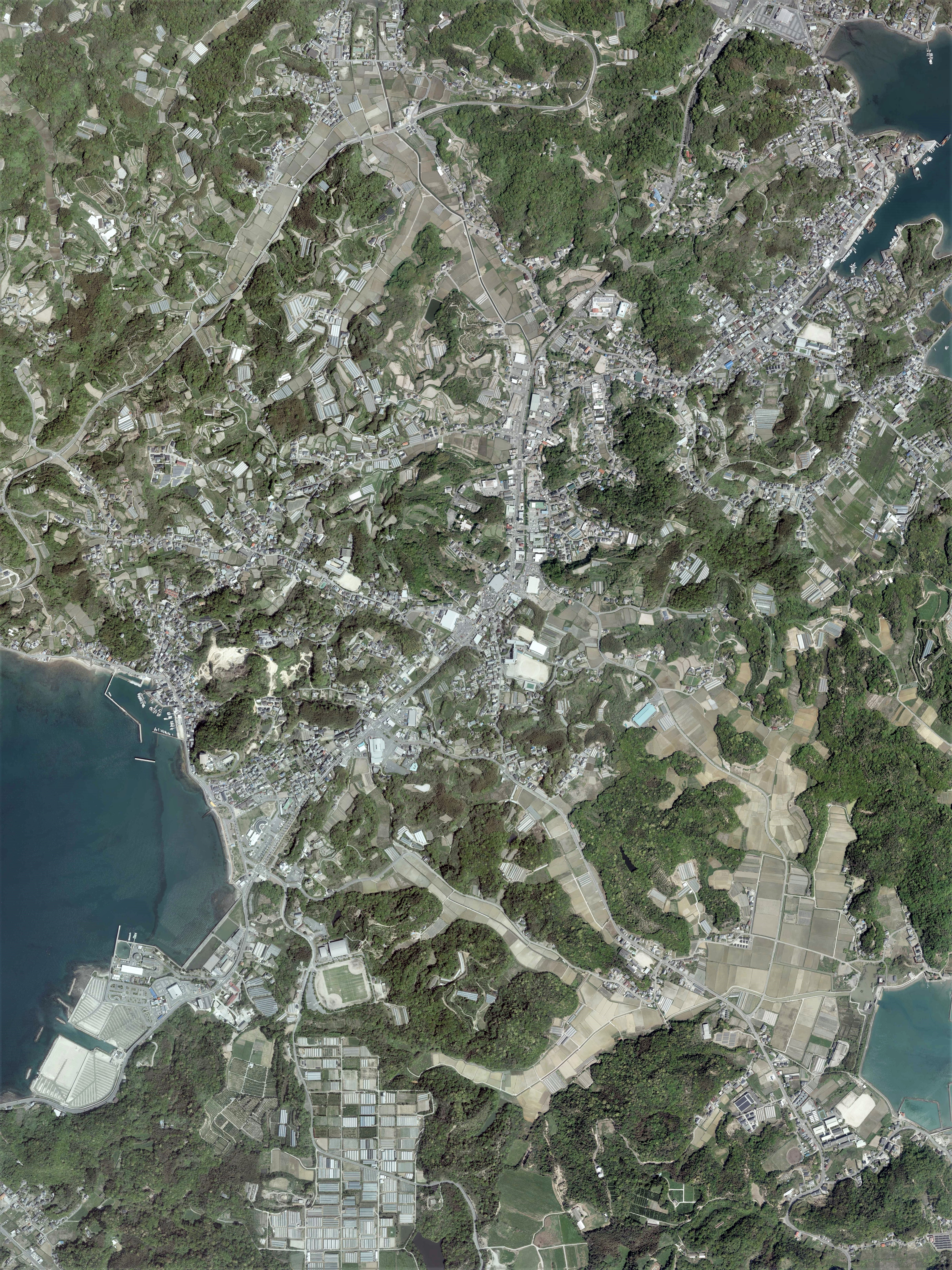
市役所のある大矢野地区の空中写真。
2016年4月20日撮影の8枚を合成作成。。

### 隣接の自治体
- 宇城市
- 天草市

### 島
- 大矢野島
- 維和島
- 野釜島
- 野牛島
- 樋合島
- 永浦島
- 前島
- 上島
- 湯島
- 樋島

### 気候
| 松島（1991年 - 2020年）の気候      | 松島（1991年 - 2020年）の気候 | 松島（1991年 - 2020年）の気候 | 松島（1991年 - 2020年）の気候 | 松島（1991年 - 2020年）の気候 | 松島（1991年 - 2020年）の気候 | 松島（1991年 - 2020年）の気候 | 松島（1991年 - 2020年）の気候 | 松島（1991年 - 2020年）の気候 | 松島（1991年 - 2020年）の気候 | 松島（1991年 - 2020年）の気候 | 松島（1991年 - 2020年）の気候 | 松島（1991年 - 2020年）の気候 | 松島（1991年 - 2020年）の気候 |
| 月                                 | 1月                           | 2月                           | 3月                           | 4月                           | 5月                           | 6月                           | 7月                           | 8月                           | 9月                           | 10月                          | 11月                          | 12月                          | 年                            |
| ---------------------------------- | ----------------------------- | ----------------------------- | ----------------------------- | ----------------------------- | ----------------------------- | ----------------------------- | ----------------------------- | ----------------------------- | ----------------------------- | ----------------------------- | ----------------------------- | ----------------------------- | ----------------------------- |
| 最高気温記録 °C （°F）             | 21.3 (70.3)                   | 24.0 (75.2)                   | 26.2 (79.2)                   | 29.0 (84.2)                   | 31.6 (88.9)                   | 34.6 (94.3)                   | 37.4 (99.3)                   | 37.2 (99)                     | 36.4 (97.5)                   | 31.7 (89.1)                   | 28.9 (84)                     | 25.6 (78.1)                   | 37.4 (99.3)                   |
| 平均最高気温 °C （°F）             | 10.5 (50.9)                   | 11.9 (53.4)                   | 15.4 (59.7)                   | 20.4 (68.7)                   | 24.7 (76.5)                   | 27.1 (80.8)                   | 31.0 (87.8)                   | 32.4 (90.3)                   | 29.1 (84.4)                   | 24.1 (75.4)                   | 18.3 (64.9)                   | 12.8 (55)                     | 21.5 (70.7)                   |
| 日平均気温 °C （°F）               | 6.5 (43.7)                    | 7.4 (45.3)                    | 10.6 (51.1)                   | 15.1 (59.2)                   | 19.3 (66.7)                   | 22.7 (72.9)                   | 26.6 (79.9)                   | 27.5 (81.5)                   | 24.4 (75.9)                   | 19.3 (66.7)                   | 13.7 (56.7)                   | 8.6 (47.5)                    | 16.8 (62.2)                   |
| 平均最低気温 °C （°F）             | 2.3 (36.1)                    | 2.9 (37.2)                    | 5.8 (42.4)                    | 10.1 (50.2)                   | 14.6 (58.3)                   | 19.2 (66.6)                   | 23.2 (73.8)                   | 23.8 (74.8)                   | 20.7 (69.3)                   | 15.1 (59.2)                   | 9.5 (49.1)                    | 4.4 (39.9)                    | 12.6 (54.7)                   |
| 最低気温記録 °C （°F）             | −6.5 (20.3)                   | −5.6 (21.9)                   | −2.9 (26.8)                   | −0.4 (31.3)                   | 5.5 (41.9)                    | 10.9 (51.6)                   | 16.3 (61.3)                   | 17.5 (63.5)                   | 9.2 (48.6)                    | 4.6 (40.3)                    | −0.6 (30.9)                   | −3.9 (25)                     | −6.5 (20.3)                   |
| 降水量 mm （inch）                 | 70.6 (2.78)                   | 90.9 (3.579)                  | 122.8 (4.835)                 | 145.4 (5.724)                 | 158.7 (6.248)                 | 416.7 (16.406)                | 352.7 (13.886)                | 199.4 (7.85)                  | 177.8 (7)                     | 106.2 (4.181)                 | 95.6 (3.764)                  | 74.1 (2.917)                  | 2,019.9 (79.524)              |
| 平均降水日数 （≥1.0 mm）           | 8.4                           | 8.9                           | 11.1                          | 10.0                          | 9.4                           | 14.9                          | 12.4                          | 10.5                          | 9.7                           | 6.9                           | 8.4                           | 8.2                           | 118.8                         |
| 平均月間日照時間                   | 129.1                         | 139.4                         | 169.3                         | 185.0                         | 193.1                         | 127.2                         | 191.9                         | 222.5                         | 183.2                         | 188.8                         | 151.1                         | 137.3                         | 2,018                         |
| 出典1：Japan Meteorological Agency |                               |                               |                               |                               |                               |                               |                               |                               |                               |                               |                               |                               |                               |
| 出典2：気象庁                      |                               |                               |                               |                               |                               |                               |                               |                               |                               |                               |                               |                               |                               |

### 人口
| |                                          |  |
| 上天草市と全国の年齢別人口分布（2005年） | 上天草市の年齢・男女別人口分布（2005年） |  |
| ■紫色 ― 上天草市 ■緑色 ― 日本全国 | ■青色 ― 男性 ■赤色 ― 女性                |  |
| 上天草市（に相当する地域）の人口の推移 \| 1970年（昭和45年） \| 42,136人 \| \| \| 1975年（昭和50年） \| 41,541人 \| \| \| 1980年（昭和55年） \| 40,682人 \| \| \| 1985年（昭和60年） \| 39,900人 \| \| \| 1990年（平成2年） \| 38,316人 \| \| \| 1995年（平成7年） \| 36,667人 \| \| \| 2000年（平成12年） \| 35,314人 \| \| \| 2005年（平成17年） \| 32,502人 \| \| \| 2010年（平成22年） \| 29,902人 \| \| \| 2015年（平成27年） \| 27,006人 \| \| \| 2020年（令和2年） \| 24,563人 \| \| |                                          |  |
| 総務省統計局 国勢調査より |                                          |  |
| 1970年（昭和45年） | 42,136人                                 |  |
| 1975年（昭和50年） | 41,541人                                 |  |
| 1980年（昭和55年） | 40,682人                                 |  |
| 1985年（昭和60年） | 39,900人                                 |  |
| 1990年（平成2年） | 38,316人                                 |  |
| 1995年（平成7年） | 36,667人                                 |  |
| 2000年（平成12年） | 35,314人                                 |  |
| 2005年（平成17年） | 32,502人                                 |  |
| 2010年（平成22年） | 29,902人                                 |  |
| 2015年（平成27年） | 27,006人                                 |  |
| 2020年（令和2年） | 24,563人                                 |  |

### 地名
全域、合併前の旧町名の後に従来の大字を続けている。
大矢野町
昭和の大合併前は大字はなく、旧村名を大字とした。
- 維和
- 上
- 中
- 登立
- 湯島

松島町
- 合津(旧今津村)
- 今泉(旧今津村)
- 阿村(旧阿村)
- 内野河内(旧教良木河内村)
- 教良木(旧教良木河内村)

姫戸町
- 姫浦
- 二間戸

龍ヶ岳町
昭和の大合併前は大字はなく、旧村名を大字とした。
- 大道
- 高戸
- 樋島

## 歴史

### 沿革
2004年（平成16年）3月31日 - 天草郡大矢野町、松島町、姫戸町、龍ヶ岳町が合併して誕生。

### 市名の由来
4町の地域名より。
公募の結果は、「天草シオマネキ市」がトップであった。最終候補には旧大矢野町・松島町・龍ヶ岳町が推薦する「上天草市」と、姫戸町が推薦する「東天草市」が残り、姫戸町が折れる形で「上天草市」に決定した。注目された「天草市」という名称については、天草下島と天草上島西部を中心とする天草合併協議会（本渡市・牛深市ほか8町）が既に使用を決定しており、当市では使用を見送った。ところが、同協議会は上天草市が誕生した2004年3月31日に一旦解散した上で、同年7月20日に再度設置、2006年（平成18年）3月27日に天草市誕生という運びになった。そのため、結果として上天草市の方が天草市よりも約2年早く誕生した。

### 主な出来事
- 2025年（令和7年）8月11日 - 集中豪雨により市内が冠水。松島総合センター「アロマ」のメインアリーナなどが浸水する被害[3]。

## 行政

### 首長
| 代       | 氏名     | ふりがな          | 就任日         | 退任日         | 備考                                                              |
| -------- | -------- | ----------------- | -------------- | -------------- | ----------------------------------------------------------------- |
| 初代     | 何川一幸 | なにかわ かずゆき | 2004年4月25日  | 2007年2月      | 退任後、2007年4月8日執行の県議選に出馬するも落選。                |
| 2代      | 川端祐樹 | かわばた ゆうき   | 2007年4月22日  | 2014年11月14日 | 元副市長の逮捕を受けて引責辞職。                                  |
| 職務代行 | 静谷正幸 | しずや まさゆき   | 2014年11月14日 | 同年12月14日   | 新市長が決まるまで職務代行であった。 当時は総務企画部長であった。 |
| 3代      | 堀江隆臣 | ほりえ たかおみ   | 2014年12月14日 | 現職           |                                                                   |

### 議会
- 議員数16名
- 議長　園田一博
- 副議長　西本輝幸

### 市役所
- 大矢野庁舎
- 松島庁舎・保健センター
- 姫戸統括支所
- 龍ヶ岳統括支所

### 警察
- 上天草警察署

### 消防
- 天草広域連合北消防署
- 天草広域連合北消防署松島分署
- 天草広域連合北消防署東天草分署

### 病院
- 市立上天草総合病院

## 経済

### 産業
- 市内総生産 905億円（2004年度）

### 商業
- 藍のあまくさ村（天草最大の物産館）
- リゾラザバードhttps://lisolathebird.com/
- リゾラテラス天草https://www.lisolaterrace.com/
- リゾラファーム天草https://ainomura.com/
- 太陽ホームセンター
- しまむら
- ベスト電器
- エーコープ（3店舗）
- コスモス薬品（2店舗）
- ナフコ
- コメリ（2店舗）
- ダイソー
- 大矢野ショッピングプラザキャモン
- 山本釣具センター
- ゆめマート
- さんぱーる
- 大矢野松栄会商店街
- 大矢野２号橋商店街
- ファミリーマート（3店舗）
- ローソン（2店舗）
- セブンイレブン（２店舗）
- デイリーヤマザキ（3店舗）
- RICストア
- USマート

### 工業
- 九州ワコール製造(株)熊本工場
- (株)マルチコンポジット
- ユニテクノ(株)
- 天草池田電機(株)
- (株)日本冷熱天草工場
- ヤマハ天草工場(株)
- (株)エムテック
- 公進ケミカル(株)天草工場

### 金融
- 肥後銀行大矢野支店・松島支店
- 熊本銀行大矢野支店・松島支店
- 熊本県信用組合大矢野支店
- 天草信用金庫大矢野支店・松島支店・龍ヶ岳支店

### 特産品・名物
- クルマエビ
- ハモ（黄金のハモ）
- 真鯛
- ワタリガニ（姫ガザミ）
- ちりめんじゃこ
- 天草大王
- 梅肉ポーク
- 湯島大根
- ブンタン（パール柑）
- 天草晩柑
- まいったか朱次郎
- 真珠
- 天草天然砥石
- カスミソウ
- モリンガ（ワサビノキ）

## 協定自治体
- 広域連携による異次元の成長戦略（地方創生）に関する協定（平成27年8月2日締結）
  - 熊本県合志市
  - 熊本県天草市
- 上天草市と文京区との相互協力に関する協定（平成29年2月17日締結）
  - 東京都文京区

## 教育

### 小学校
- 維和小学校
- 上小学校
- 中南小学校
- 中北小学校
- 登立小学校
- 湯島小学校
- 阿村小学校
- 教良木小学校
- 今津小学校
- 姫戸小学校
- 龍ヶ岳小学校

### 中学校
- 維和中学校
- 大矢野中学校
- 湯島中学校
- 松島中学校
- 姫戸中学校
- 龍ヶ岳中学校

### 高等学校
- 熊本県立上天草高等学校

### 専門学校
- 上天草看護専門学校

### 社会教育施設
- 大矢野総合スポーツ公園（総合体育館・グラウンド・弓道場）
- 松島総合センターアロマ（総合体育館・市民ホール・図書館・陸上競技場・野球場・テニスコート）

### 図書館
- 上天草市立中央図書館
- 上天草市立大矢野森記念図書館
- 上天草市立姫戸図書館
- 上天草市立龍ヶ岳図書館

蔵書数95,000冊（H24.3.31現在）

## 交通

### 道路

#### 有料道路
- 松島有料道路

#### 一般国道
- 国道266号
- 国道324号

### バス

#### 路線バス
産交バスの路線が市内各地や、熊本市（快速あまくさ号）、宇城市（三角）、天草市と結んでいる。
大矢野地区では2008年10月に路線再編を行い、さんぱーるをターミナルとして地区内各方面や松島・三角への路線を運行する形とし、一部はコミュニティバスであるSUNまりんバスに移行した（運行は産交バス三角営業所が担当）。JTB時刻表の中心駅は松島とされている。
- うきうきあまくさ♪シャレトル便（2013年10月運行開始）37人乗りマイクロバス2台
上り　さんぱーる⇒登立⇒三角西港⇒三角駅（三角産交）
下り　三角駅（三角産交）⇒三角西港⇒登立⇒さんぱーる
所要時間　28分
便数　平日27便　土日21便

#### 観光循環バス
- パライゾストローリー　物産館さんぱーるを発着地とし、観光施設、景勝地、お土産販売所などを循環する観光バス。名称の由来はキリシタン語であり、楽園を意味する「パライゾ」、ゆっくり散歩するという意味の「ストロール」、のんびり走るバス「トローリー」という３つの言葉を組み合わせた造語
運行ルート　さんぱーる － 千巌山 － 天草五橋 － 観光施設 － シークルーズ － 藍のあまくさ村 － さんぱーる
運航日　土・日・祝日・夏休み・冬休み・春休み期間
運賃　140円

### 航路
- 天草宝島ライン（シークルーズ）
本渡港 - 前島（上天草市松島町） - 三角港（宇城市三角町） 57分（本渡～前島35分、前島～三角17分）
- 松島フェリー（運休）
八代港（八代市） - 松島港
- 天草フェリーライン有限会社（カーフェリーシーガル）（運休）
八代港（八代市）  - 上天草市松島港　　所要時間50分
- 天草観光汽船（ブルーライナー、ブルーライナー2、しいがる3）（八代港 - 姫戸港 - 龍ヶ岳 - 御所浦は2006年で休止。2011年12月20日より「しいがる3」による姫戸港 - 龍ヶ岳 - 御所浦 - 本渡のみに短縮し、2015年現在は御所浦 - 本渡のみ存続）
八代港 - 姫戸港 - 龍ヶ岳 - 御所浦（御所浦町） - 棚底（倉岳町） - 本渡（天草市）
- 木本泰義（第18りゅうまる）（八代港 - 姫戸 - 二間戸 - 東風留 - 樋島 - 小屋川内 - 嵐口は2012年で運行休止。2015年現在は棚底 - 龍ヶ岳 - 御所浦 - 本渡のみ存続）
八代港 - 姫戸 - 二間戸 - 東風留 - 樋島 - 小屋川内 - 嵐口（天草市御所浦町） - 御所浦 - 横浦（天草市御所浦町）- 与一ヶ浦（天草市御所浦町） - 池ノ浦 - 赤碕 - 棚底
- 不知火海横断フェリー（廃止）
佐敷港（芦北町）- 大道港
- 山畑運輸（サンライズ、くらたけ丸）
棚底 - 赤崎 - 池の浦 - 与一ヶ浦 - 横浦 - 御所浦 - 嵐口 - 小屋川内 - 樋島 - 高戸 - 姫戸 - 牟田 - 三角（宇城市）

## 観光

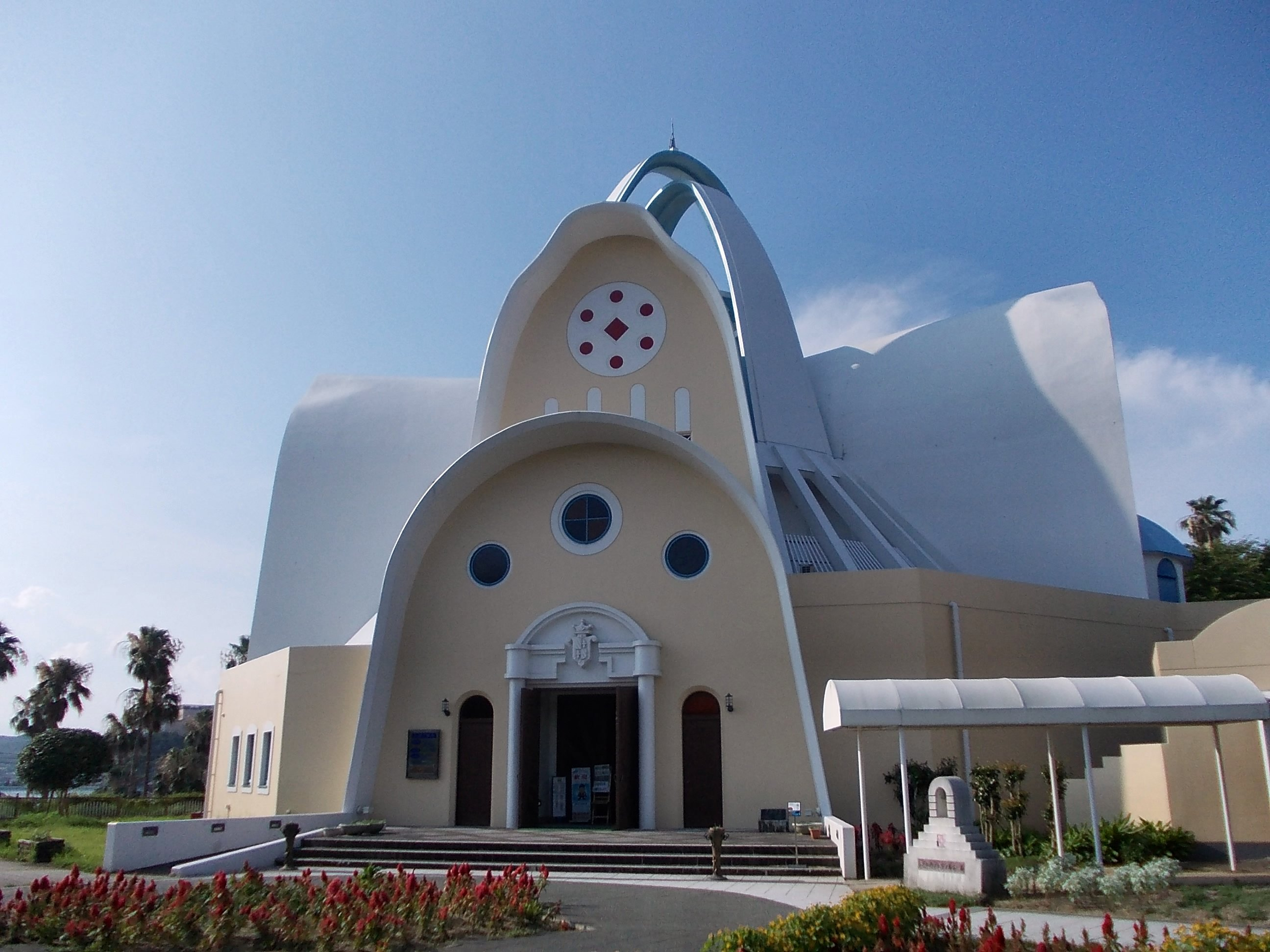
天草四郎メモリアルホール

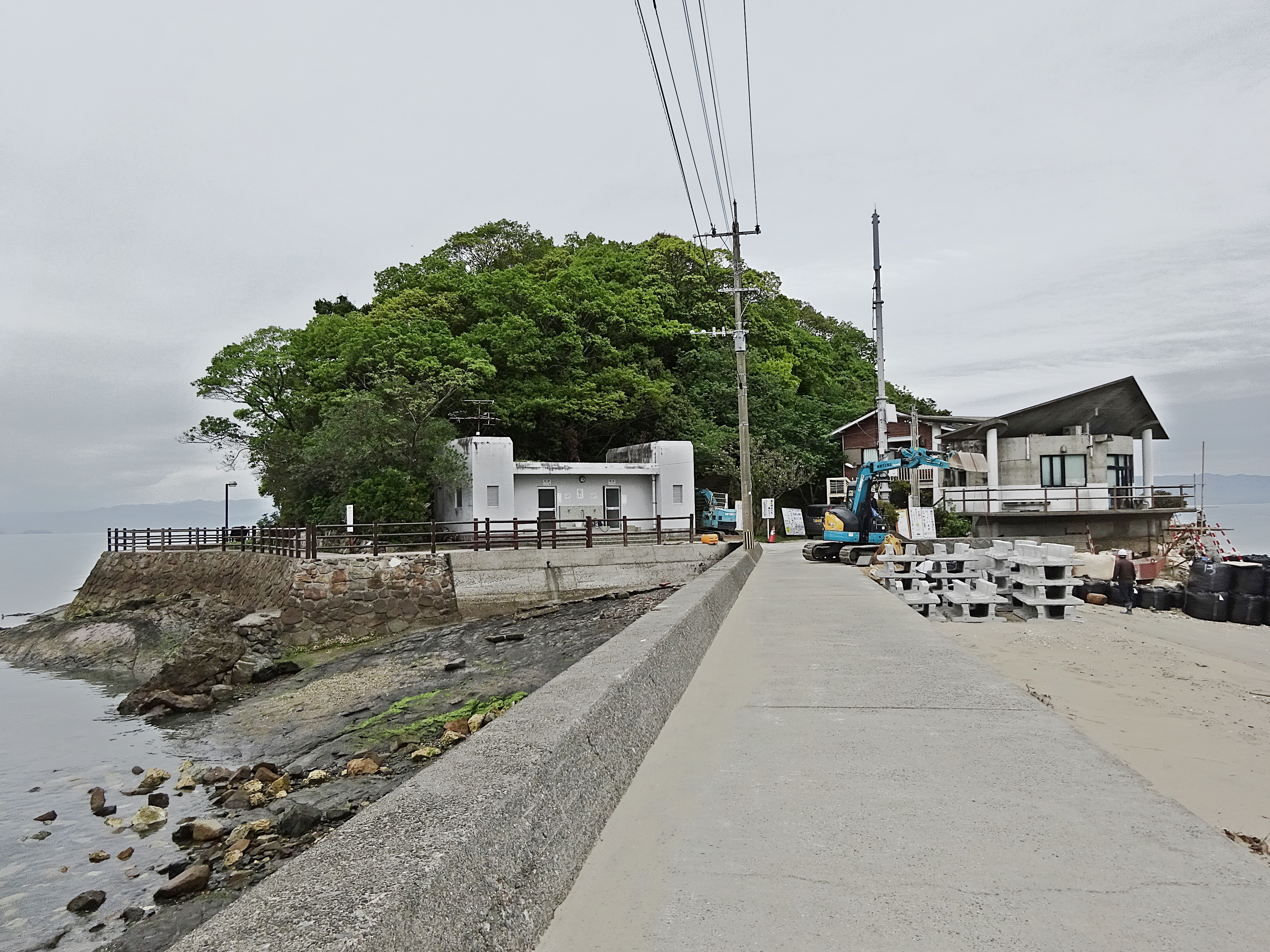
上天草市の小島（海水浴場）

### 景勝地
- 天草五橋
- 天草松島（日本三大松島の一つ）
- 千巌山
- 高舞山
- 日本棚田百選龍ヶ岳大作山棚田

### 温泉
- 松島温泉
- 弓ヶ浜温泉
- スパ・タラソ天草

### 公園
- 天草四郎公園
- 龍ヶ岳山頂自然公園
- 矢岳巨石群遺跡（白嶽森林公園）[4]

### 観光施設
- ミューイ天文台
- 天草四郎メモリアルホール
- わくわく海中水族館シードーナツ
- 天草ビジターセンター

### キャンプ場
- 千元の森キャンプ場
- 龍ヶ岳山頂キャンプ場
- 諏訪公園キャンプ場
- 白嶽森林公園キャンプ場
- 小島公園キャンプ場

### 海水浴場
- パールサンビーチ　樋合海水浴場
- カームビーチ　西目海水浴場
- 小島海水浴場
- 高戸海水浴場

### 体験・遊び
- イルカウォッチング
- フィッシング
- マリンスポーツ
- 登山・トレッキング(太郎丸嶽、次郎丸嶽、白嶽、観海アルプス、龍ヶ岳など）
- 九州オルレ（天草維和島コース・天草松島コース）
- チェリーゴルフ天草コース

## イベント
- 天草パールラインマラソン大会（3月第2土日）
- 天草五橋祭（9月下旬）

## 観光協会
- 天草四郎観光協会

## NPO法人、地域づくり団体
- NPO法人シートラスト
- NPO法人上天草アクティブセンター
- NPO法人天草元気工房
- NPO法人KAプロジェクト・上天草市観光イベントプロジェクトチーム
- NPO法人かみあまくさ
- 天草倶楽部

## 出身著名人
★は故人
- 天草四郎（島原の乱の指導者とされている）★
- 竹添進一郎（漢学者・文学博士、娘は嘉納治五郎の妻）★
- 森慈秀（政治家）※旧湯島村出身 ★
- 森国久（政治家、元天草郡町村会長、元全国離島振興協議会副会長）※旧龍ヶ岳町出身 ★
- 島一春（小説家）※旧龍ヶ岳町出身 ★
- 河野誉彦（元プロ野球選手）
- 山内孝徳（元プロ野球選手）※旧大矢野町出身
- 藤島豊和（プロゴルファー）
- 藤島妃呂子（女子プロゴルファー）
- 藤島晴雄（プロゴルファー）
- 藤島征次（プロゴルファー）
- マッハ文朱（元女子プロレスラー、女優、タレント）※旧大矢野町出身
- 拓（お笑い芸人、もっこすファイヤー）※旧松島町出身
- 太田弘樹（ローカルタレント）
- MICA（シンガーソングライター）
- 陳内将（俳優）※旧姫戸町出身
- ねこクラゲ（漫画家）※旧姫戸町出身
- 碇明日麻（プロサッカー選手）※旧姫戸町出身
- 小幡真子（バレーボール選手）
- 森シノ（天草テレビアナウンサー）★

### ゆかりのある著名人
★は故人
- 森宗意軒 （島原の乱関係者）★
- 垣岩令佳（ロンドンオリンピックバドミントンダブルス銀メダリスト）
- 梨花（モデル・タレント）
- 木村和也（熊本放送アナウンサー、同市在住[5]）
- 武田真一（NHK放送センターアナウンサー）

## ゆるキャラ
- 四郎くん（観光特命係長）
出身地：熊本県上天草市
年齢：永遠の16歳
性格：カリスマ性があり、慈悲深い
特技：お祈り
趣味：上天草市を満喫すること
最近ハマっている事：温泉（温泉ソムリエ資格取得済）、トレッキング
テーマソング：四郎くんの大冒険

## 観光大使
- 青木カレン
- MICA
- 太田弘樹

## 上天草市が撮影で使われた作品
- 風が通り抜ける道・・すべての愛が存在する島（2024年映画、沖縄県後援）ー三浦浩一・くまモン・観光大使MICAが登場し、上天草を堪能していく